# کرار نبیل
کرار نبیل (عربی: كرار نبيل حسين الجنات؛ زادهٔ ۱۶ ژانویهٔ ۱۹۹۸) بازیکن فوتبال اهل عراق است.
از باشگاه‌هایی که در آن بازی کرده‌است می‌توان به باشگاه فوتبال نیروی هوایی اشاره کرد.
وی همچنین در تیم ملی فوتبال عراق بازی کرده‌است.